# 유럽 고속도로 511호선
유럽 고속도로 511호선(European route E511)은 코트니와 트루아를 잇는 B-클래스급 고속도로로, 총 연장은 101 km이다.

## 경로
- 프랑스
  - E60 : 코트니(영어판)
  - 트루아

## 갤러리

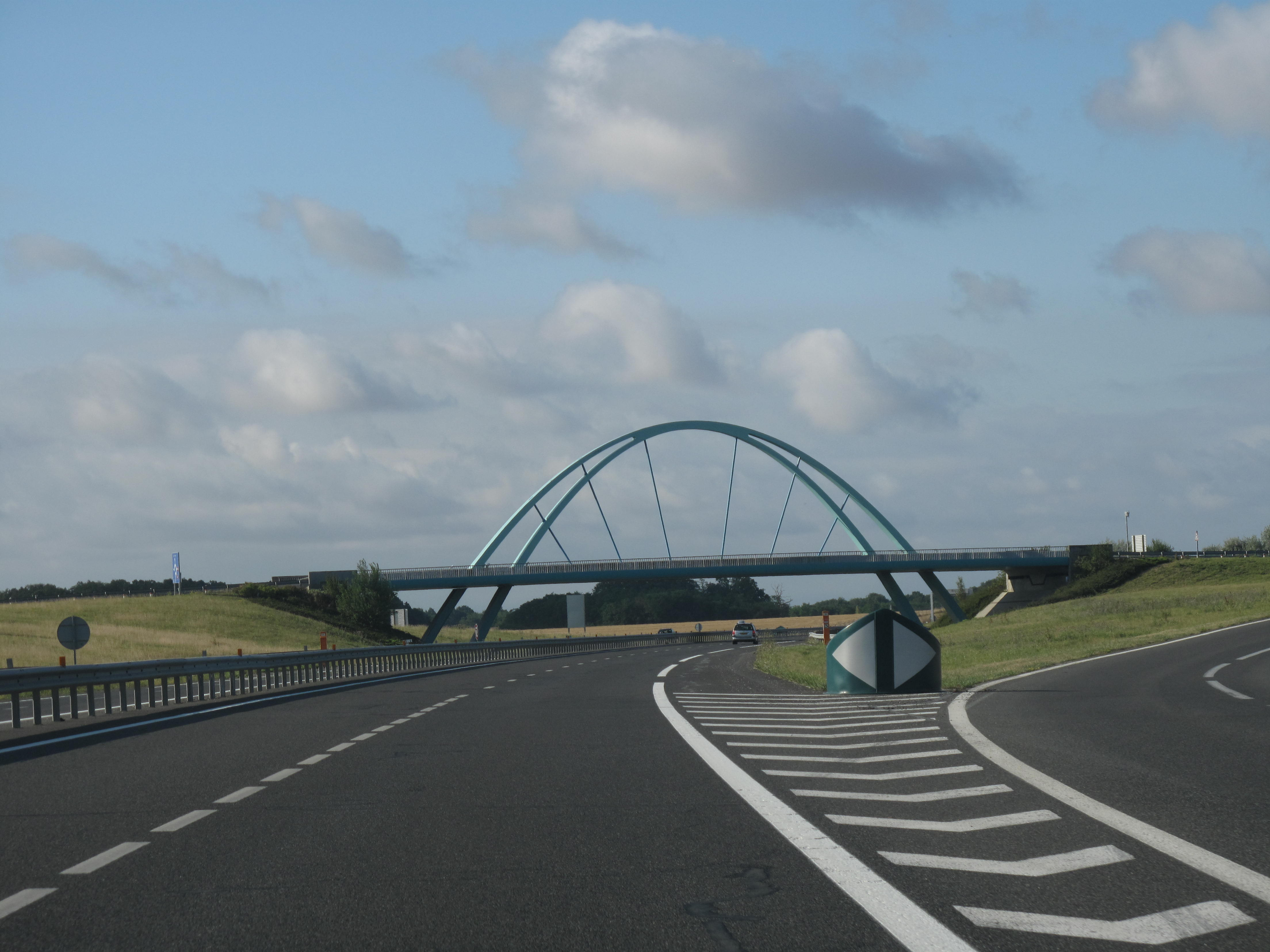
유럽 고속도로 511호선의 일부를 이루는 오토루트 19호선 전경